# 오타루칫코역
오타루칫코역 또는 오타루 축항역(일본어: 小樽築港駅 오타루칫코우에키[*])은 일본 홋카이도 오타루시에 있는 홋카이도 여객철도 하코다테 본선의 철도역이다.

## 역 구조

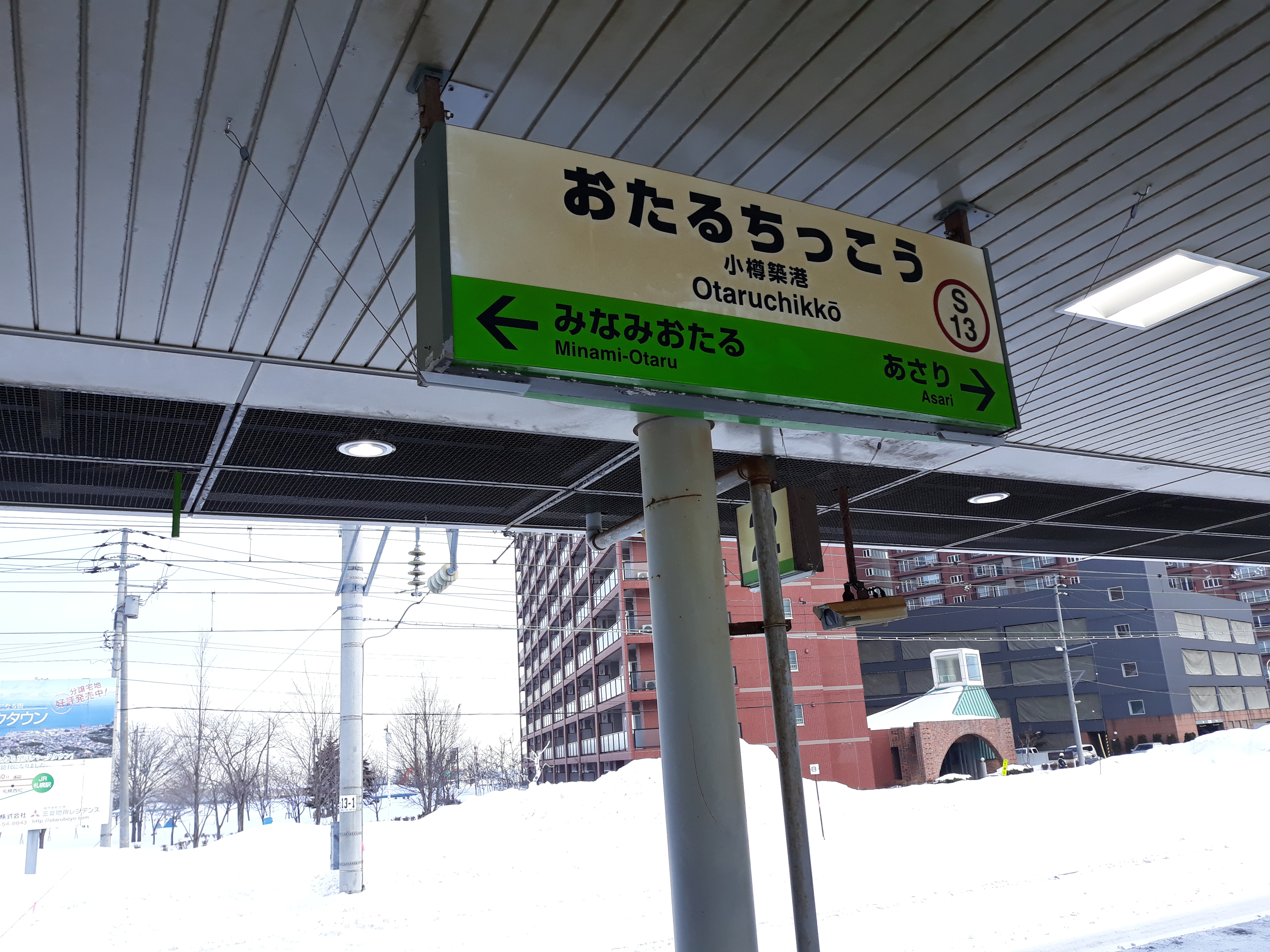
폴사인

1면 2선의 승강장이 있는 지상역이다. 유인역으로, 미도리노마도구치, 자동 발권기, 자동 개찰기 등이 설치되어 있다.
예전에는 오타루칫코 기관구가 있었던 역사 북서쪽 부지를 현재는 보선 차량, 제설 차량의 유치선, 자재기지 등으로 활용하고 있다.

### 승강장
| 1 | ■ 하코다테 본선 | 미나미오타루 · 오타루 · 굿찬 방면                |
| 2 | ■ 하코다테 본선 | 삿포로 · 이와미자와 · 지토세 · 신치토세쿠코 방면 |

## 오타루칫코 오프 레일 스테이션
일본화물철도의 집배기지 중 하나로, 오타루칫코 역에서 1 km 정도 서측으로 떨어진 장소에 있다. 12피트 컨테이너만을 취급하며, 화물 열차의 대체 트럭편이 삿포로 화물터미널역까지 1일 4왕복 운행된다.
일본국유철도 분할 민영화 전이던 1986년 11월에 오타루칫코 역의 화물 취급을 폐지하면서 오타루칫코 컨테이너 센터가 설치되고 트럭 대행 수송을 시작했다. 이후, 2006년 4월에 컨테이너 센터를 오프 레일 스테이션(OFS)으로 개칭하여, 현재의 명칭이 되었다.

## 역 주변
역 주변에는, 과거 화물 배송으로써 유명했던 것과는 달리, 지금은 인근 지역 개발로 쇼핑몰 및 호텔이 자리잡고 있다. 남쪽에는 단독주택이, 동쪽에는 중고층 맨션 및 아파트가 위치해 있다.
- 윙 베이 오타루 쇼핑몰 (마린 로드 육교로 연결)
- 그랜드 파크 오타루 호텔 (윙 베이 오타루 쇼핑몰과 같은 건물에 위치.)
- 칫코린카이 공원
- 오타루 마리나항
- 삿손 자동차도 오타루 나들목
- 오타루 와카타케 우편국
- 홋카이도 오타루 수산고등학교
- 구 오타루칫코 기관구

## 역사
방파제 등의 항만 공사 기지로 삼기 위해 개업한 역으로, 예전에는 화물 야드와 오타루칫코 기관구가 있었던 대형역이었다.
- 1910년 11월 21일 - 일본국유철도의 일반역으로 개업.
- 1918년 10월 - 2대 역사 준공.
- 1932년 7월 1일 - 하마오타루 역까지 이어지는 화물 지선 개업.
- 1982년 3월 1일 - 수하물 취급 폐지.
- 1984년 2월 1일 - 하마오타루 역까지의 화물 지선 폐지.
- 1986년 11월 1일 - 화물 취급 폐지로 여객역이 됨. 기존의 화물 기능은 오타루칫코 컨테이너 센터를 설치, 트럭 대행 수송으로 대체.
- 1987년 4월 1일 - 일본국유철도 분할 민영화로 홋카이도 여객철도가 계승.
- 1999년 2월 - 3대 역사 신축 및 자동 방송, 자동 개찰기 도입.
- 2006년 4월 1일 - 오타루칫코 컨테이너 센터를 오타루칫코 오프 레일 스테이션으로 개칭.
- 2007년 10월 - 역 번호 부여. S13.
- 2008년 10월 25일 - IC 카드(Kitaca)의 사용 개시.

## 인접한 역
| 홋카이도 여객철도 ■ 하코다테 본선                       | 홋카이도 여객철도 ■ 하코다테 본선        | 홋카이도 여객철도 ■ 하코다테 본선                |
| ------------------------------------------------------- | ---------------------------------------- | ------------------------------------------------ |
| S14 미나미오타루 오타루 · 굿찬 · 란코시 · 오샤만베 방면 | ● 쾌속 "에어포트" ● 쾌속 "니세코 라이너" | S07 테이네 삿포로 · 신치토세 공항 방면           |
| S14 미나미오타루 오타루 방면                            | ● 구간쾌속 "이시카리 라이너" ● 보통      | S12 아사리 삿포로 · 이와미자와 · 도마코마이 방면 |

## 관련 사이트
- (일본어) 역 구내도 (오타루칫코 역) - 홋카이도 여객철도